# ان‌جی‌سی ۱۷۰
ان‌جی‌سی ۱۷۰ (انگلیسی: NGC 170) نام یک کهکشان عدسی در صورت فلکی نهنگ است.